# Station Broekheurne
Station Broekheurne is een voormalig spoorwegstation aan de opgebroken spoorlijn Enschede-Zuid - Ahaus. Het station werd geopend op 25 april 1903 en gesloten voor reizigersvervoer op 8 oktober 1939.
Tevens werd op deze datum het goederenvervoer vanuit Duitsland gestaakt, na de oorlog gingen er weer kolentreinen vanuit het Ruhrgebied over deze lijn tot 29 april 1967.
De grensovergang werd per 1 mei 1967 gesloten voor alle verkeer. De laatste klant op station Broekheurne was de firma Benegas. NS heeft een aanzienlijk bedrag betaalt om het bedrijf naar Enschede-Zuid te laten verhuizen. De Museum Buurtspoorweg heeft in 1969 nog enkele ritten naar Broekheurne gemaakt. Het goederenvervoer vanuit Nederland werd per 1 juli 1970 beëindigd. Aansluitend werd de spoorlijn van Broekheurne naar Enschede opgebroken. Het stationsgebouw werd gebouwd in 1903 en staat er nog steeds. Het gebouw is tegenwoordig als woonhuis ingericht. Het station was vlak bij de grens met Duitsland gelegen. Verder staat er tegenwoordig nog een douaneloods die dateert uit 1903. De douaneloods heeft een aantal jaren een bedrijf gehuisvest. Tegenwoordig is het een woonhuis.

## Afbeeldingen

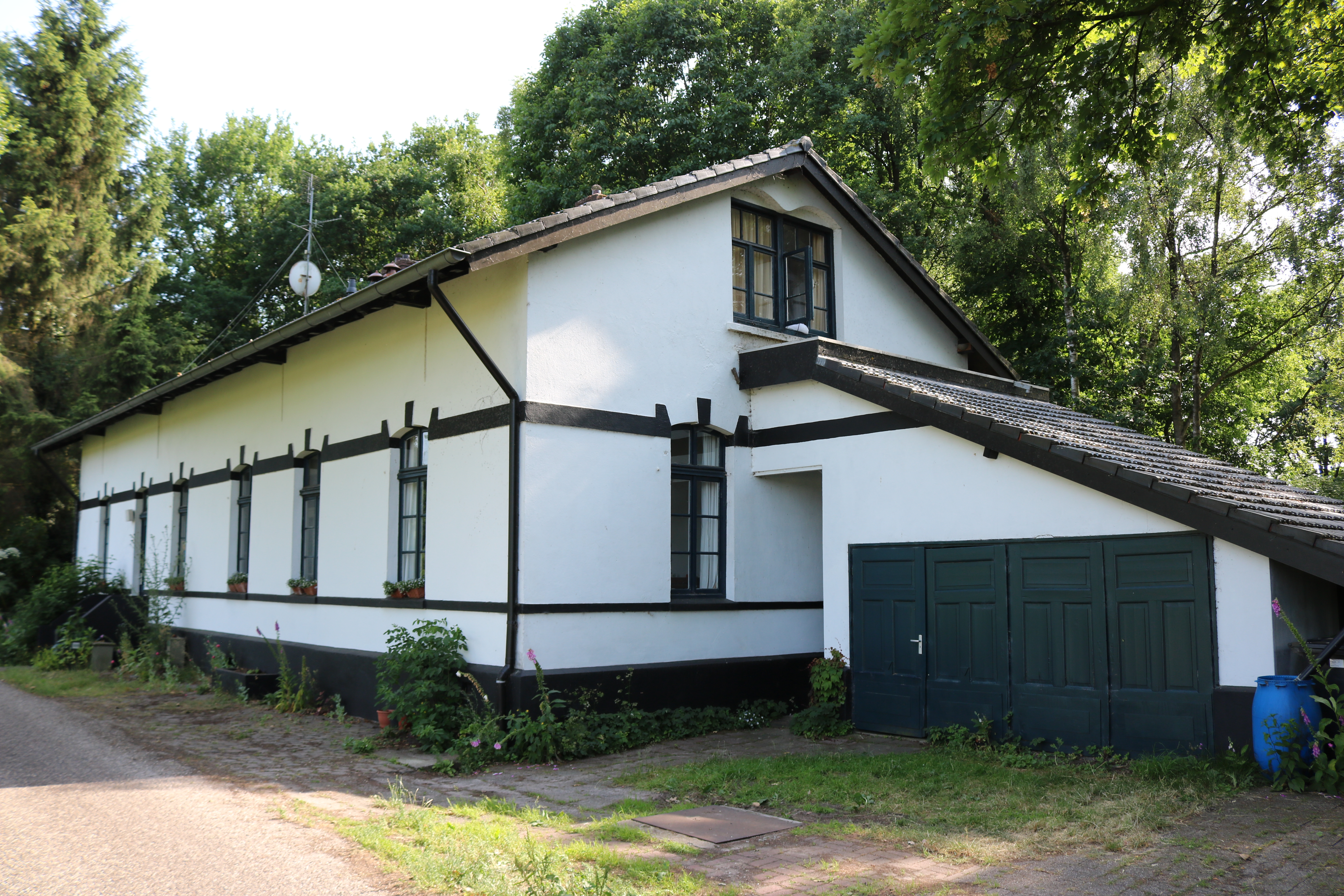
Dubbele douanewoning
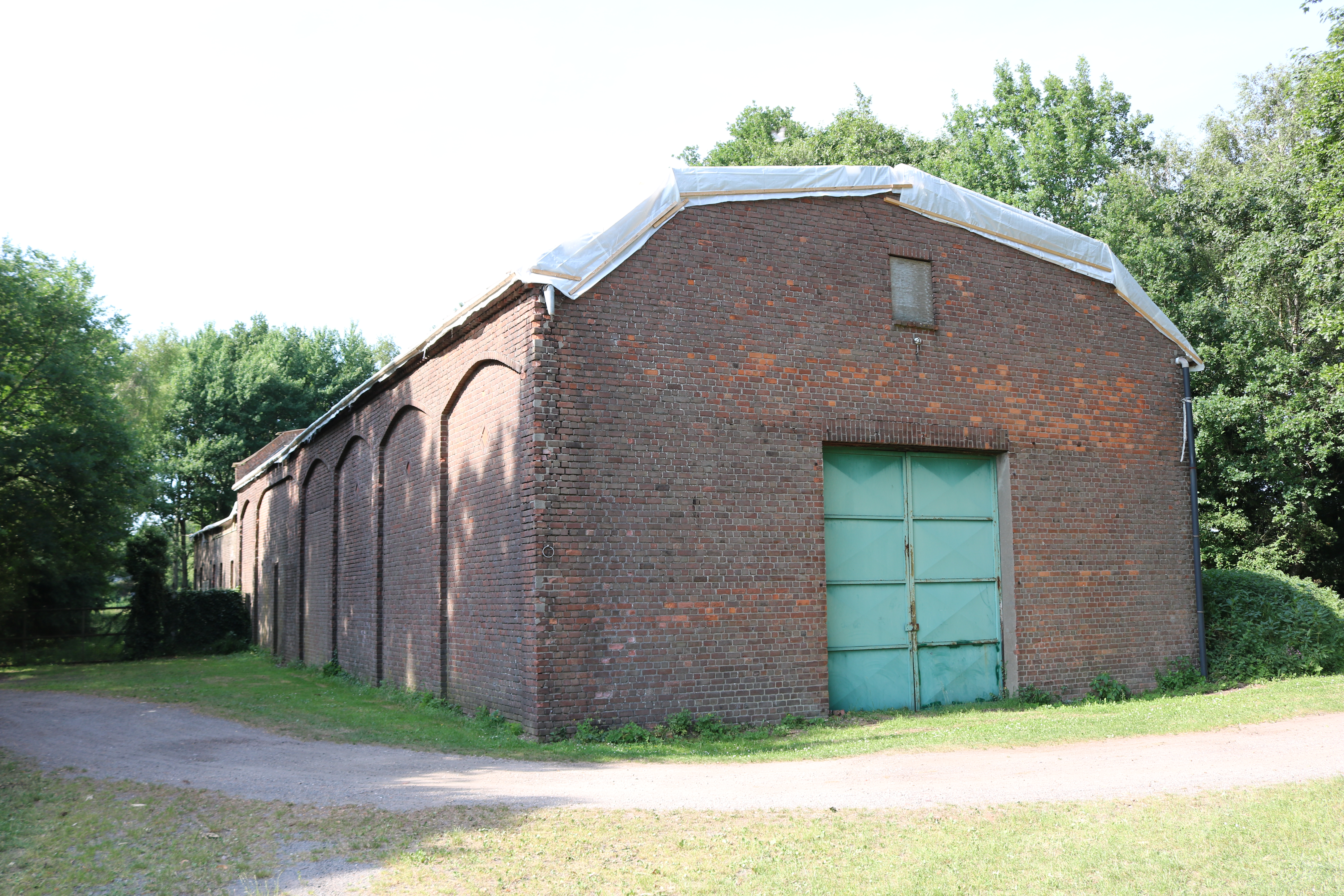
Loods van de turfstrooiselfabriek
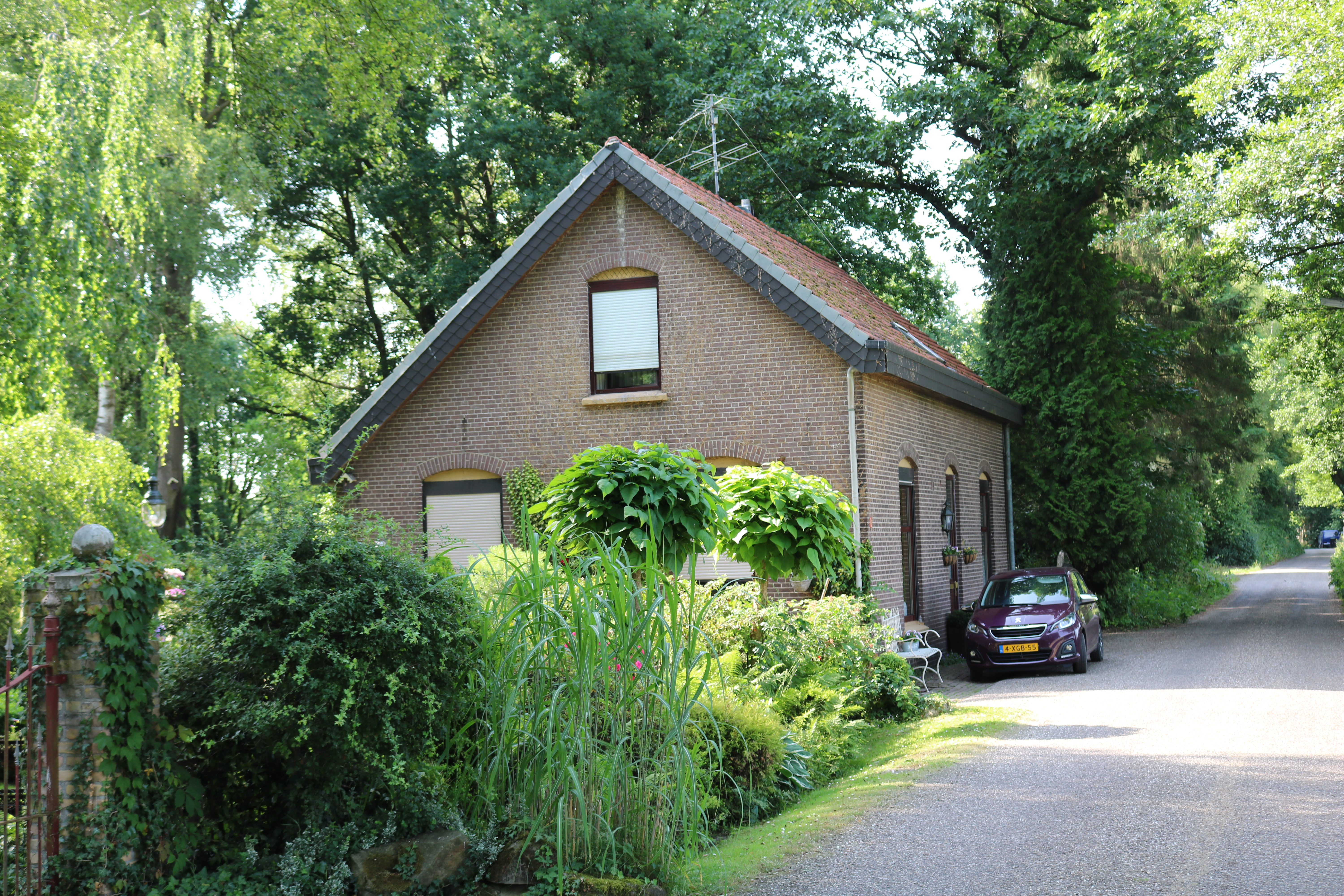
Wachterswoning

Almelo · 
-De Riet · 
Borne · 
Daarlerveen · 
Dalfsen · 
Delden · 
Deventer · 
-Colmschate · 
Enschede · 
-De Eschmarke · 
-Kennispark · 
Glanerbrug · 
Goor · 
Gramsbergen · 
Hardenberg · 
Heino · 
Hengelo · 
-Gezondheidspark ·
-Oost · 
Holten · 
Kampen · 
-Zuid ·
Mariënberg · 
Nijverdal · 
Oldenzaal ·
Olst · 
Ommen · 
Raalte ·
Rijssen · 
Steenwijk · 
Vriezenveen · 
Vroomshoop · 
Wierden · 
Wijhe · 
Zwolle · 
-Stadshagen
Stations van de Museum Buurtspoorweg:
Haaksbergen · Zoutindustrie · Boekelo

Voormalige stations: zie de lijst van voormalige spoorwegstations in Overijssel